# Dušan Čaplovič

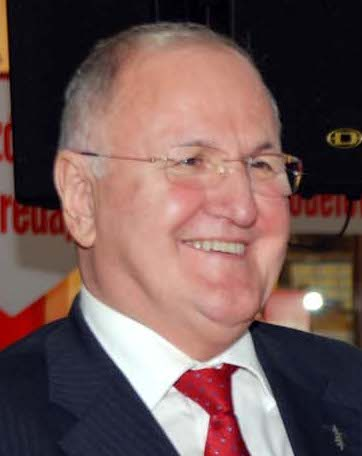
Dušan Čaplovič

Dušan Čaplovič (* 18. September 1946 in Bratislava; † 6. März 2025) war ein slowakischer Archäologe und Politiker (SMER).

## Leben
Von 1990 bis 1992 war er stellvertretender Direktor des Archäologieinstituts der Slowakischen Akademie der Wissenschaften in Nitra, 1992–2001 war er Mitglied des Präsidiums der Slowakischen Akademie der Wissenschaften (1995–2001 auch stellvertretender Vorsitzender der Slowakischen Akademie der Wissenschaften). 1992–1995 war er Mitglied des Rats der slowakischen Regierung für Wissenschaft und Technik. Seit 1994 hielt er Vorlesungen an der Philosophischen Fakultät der Comenius-Universität Bratislava. Ab 2001 war er stellvertretender Vorsitzender der politischen Partei SMER.
Wichtige Mitgliedschaften: Mitglied des Internationalen Slawistenausschusses in Warschau; Vertreter der Slowakischen Akademie der Wissenschaften beim International Social Science Council der UNESCO in Paris; Mitglied des Arbeitskreises für genetische Siedlungsforschung in Mitteleuropa in Bonn; Mitglied des Permanent Committee Rulalia in Tervuren in Belgien; Mitglied des Medieval Settlement Research Group in Durham im Vereinigten Königreich.
Čaplovič war stellvertretender Ministerpräsident der nach den Wahlen von 2006 gebildeten Fico-Regierung sowie der zuständige Minister für Europafragen, Menschenrechte und Minderheiten. In der zweiten Fico-Regierung, die nach den Wahlen von März 2012 gebildet wurde, war er von April 2012 bis Juli 2014 Minister für Bildung, Jugend und Sport.

## Ausgewählte Werke
- Osídlenie Ostrej skaly nad Vyšným Kubínom. In: AVANS v r. 1977, Nitra 1978
- Orava v praveku, vo včasnej dobe dejinnej a na začiatku stredoveku, Martin 1987
- The Situation of Archaeological Research of Middle Ages. Agricultural Settlements in the Territory of Slovakia, in: Ruralia I, 1996
- Etnické zmeny a vývoj stredovekého osídlenia v juhovýchodných oblastiach karpatského oblúku (9.-12. storočie). In: Początki sąsiedztwa. Pogranicze etniczne polsko-rusko-słowackie w średniowieczu. Rzeszów 1996
- Oblasti východných Karpát a horného Potisia za panovania Svätopluka I. In: Svätopluk I. 894-1994. Nitra 1997
- Včasnostredoveké osídlenie Slovenska, Bratislava 1998
- Osmičky v našich dejinách (Perfekt Brat. 1999)
- Dokumenty slovenskej národnej identity a štátnosti I.,II. (Národné literárne centrum Brat. 1998)
- Dejiny Slovenska. Mitautoren: Viliam Čičaj, Ľubomír Lipták, Ján Lukačka